# Rok Možič
Rok Možič (Maribor, 17 gennaio 2002) è un pallavolista sloveno, schiacciatore del Verona.

## Biografia
È il figlio dell'ex pallavolista e allenatore di pallavolo Peter Možič.

## Carriera

### Club
La carriera di Rok Možič inizia nel settore giovanile del Maribor, club della sua città natale: diventa professionista quando fa il suo debutto in 1. DOL dopo essere stato promosso in prima squadra nell'annata 2019-20, andando poi a conquistare lo scudetto al termine dell'annata seguente.
Nella stagione 2021-22 gioca per la prima volta all'estero, approdando nella Superlega italiana, dove difende i colori del Verona.

### Nazionale
Fa parte delle selezioni giovanili slovene, con cui nel 2017 partecipa alle qualificazioni al campionato europeo under 19, mentre nel 2018 è impegnato nelle qualificazioni al campionato europeo under 18 e nelle qualificazioni al campionato europeo under 20.
Nel 2020 debutta in nazionale maggiore in occasione delle qualificazioni europee ai Giochi della XXXII Olimpiade, mentre un anno dopo si aggiudica la medaglia d'argento al campionato europeo. Nel 2023 conquista il bronzo al campionato continentale e alla Coppa del Mondo.

## Palmarès

### Club
- Campionato sloveno: 1

2020-21

### Nazionale (competizioni minori)
- Memorial Hubert Wagner 2023

### Premi individuali
- 2021 - Middle European League: Miglior schiacciatore
- 2023 - Memorial Hubert Wagner: Miglior schiacciatore[6]
- 2023 - OZS: Pallavolista sloveno dell'anno[7]